# Обмен зашифрованными ключами
Обмен зашифрованными ключами  (англ. Encrypted Key Exchange, EKE) — протокол, разработанный Стивом Белловином и Майклом Мерритом. EKE работает при условии, что у пользователей до начала работы протокола есть общий секрет. Протокол позволяет формировать сеансовый ключ для установления защищенного соединения. Для каждого сеанса генерируется новый сессионный ключ.

## Предисловие
Данный протокол использует симметричное и асимметричное шифрование. В каждой сессии протокола генерируется случайным образом открытый ключ и шифруется на имеющимся у сторон секретном ключе. Использование двух видов шифрования - главная особенность данного протокола. В качестве общего секрета в схеме может выступать пароль, что делает данный протокол удобным при использовании в системах, где общий секрет является паролем.

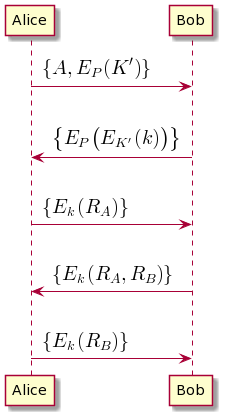
Схема работы протокола обмена зашифрованными ключами.

## Протокол EKE
Алиса и Боб обладают общим секретом P. Используя протокол EKE у них есть возможность генерировать общий сеансовый ключ K.
1. Алиса генерирует случайную пару открытый-закрытый ключ, шифрует симметричным шифрованием открытый ключ K' с использованием общего секрета P в качестве ключа. Посылает Боб.
  - {\displaystyle Alice\to \left\{A,E_{P}(K')\right\}\to Bob}
2. Боб, зная общий секрет, расшифровывает сообщение и получает ключ K'. Далее - случайным образом генерирует сеансовый ключ k, шифрует его открытым ключом K' и общим секретом P. Посылает Алиса.
  - {\displaystyle Bob\to \left\{E_{P}(E_{K'}(k))\right\}\to Alice}
3. Алиса получает общий сеансовый ключ k, расшифровывая сообщение. Генерирует случайную строку {\displaystyle R_{A}}, шифрует её на k. Посылает Боб.
  - {\displaystyle Alice\to \left\{E_{k}(R_{A})\right\}\to Bob}
4. Боб получает строку Алисы, расшифровывая сообщение. Далее - генерирует свою случайную строку {\displaystyle R_{B}}. Общим сеансовым ключом шифрует обе строки, передает зашифрованные строки Алисе.
  - {\displaystyle Bob\to \left\{E_{k}(R_{A},R_{B})\right\}\to Alice}
5. Алиса получает {\displaystyle R_{A}} и {\displaystyle R_{B}}, расшифровывая сообщение. Значение {\displaystyle R_{A}},полученное от Боба, сравнивается с тем, что было выбрано в пункте (3). Если значения совпадают, то Алиса шифрует {\displaystyle R_{B}} на ключе и посылает Бобу.
  - {\displaystyle Alice\to \left\{E_{k}(R_{B})\right\}\to Bob}
6. Боб получает {\displaystyle R_{B}}, расшифровывая сообщение. Значение {\displaystyle R_{B}},полученное от Алисы, сравнивается с тем, что было выбрано в пункте (4). Если значения совпадают, то работа протокола завершена - участники могут обмениваться сообщениями используя при их шифровании ключ k.

## Стойкость к атакам
В результате работы протокола пассивный криптоаналитик Ева может получить доступ только к {\displaystyle E_{P}(K')} и {\displaystyle E_{P}(E_{K'}(k))}, а также к сообщениям, зашифрованным на общем сессионном ключе k. Так как в алгоритме используется схема асимметричного шифрования и ключи K' и k выбираются случайно, Ева не сможет подобрать P. Таким образом общий секрет P может быть простым паролем, который в состоянии запомнить человек.
Этапы 3-6 обеспечивают подтверждение. На этапах 3-5 Алиса удостоверяется, что Боб знает общий сеансовый ключ. На этапах 4-6 Боб удостоверяется, что Алиса знает общий сеансовый ключ. Эта же задача решается в протоколе Kerberos посредством обмена метками времени.

## Реализации
При реализации данного протокола возможно использование многих алгоритмов с открытыми ключами, но также надо учитывать, что ограничения методов шифрования на ключи могут дать взломщику дополнительные возможности для проведения атак. Использование случайных последовательностей в данном протоколе сделает атаку "брут-форсом" невозможной.

### Реализация EKE с использованием системы Эль-Гамаля[1]

#### Преимущества
При использовании схемы Эль-Гамаля возможно упрощение основного протокола.

#### Инициализация
Значения g - порождающий элемент группы и p - модуль, по которому производятся вычисления, выбираются для всех пользователей протокола. Также в соответствии с протоколом EKE у пользователей есть общий секрет r. Тогда {\displaystyle g^{r}mod(p)} - открытый ключ.

#### Работа протокола
1. В данном алгоритме открытый ключ не надо шифровать на общем секрете P. Для общего случая такой подход не работает. На первом шаге протокола Алиса посылает Бобу:
  - {\displaystyle Alice\to \left\{A,g^{r}mod(p)\right\}\to Bob}
2. Для алгоритма Эль-Гамаля Боб выбирает случайное число R. Тогда на данном этапе Боб посылает данное сообщение:
  - {\displaystyle Bob\to \left\{E_{P}(g^{R}mod(p),kg^{rR}mod(p))\right\}\to Alice}

### Реализация EKE с использованием протокола Диффи — Хеллмана, DH-EKE[3]

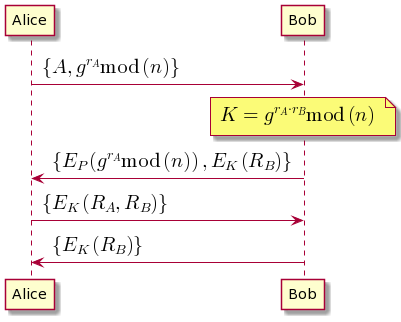
Работа EKE с алгоритмом Диффи-Хеллмана, DH-EKE

При реализации EKE с использованием протокола Диффи — Хеллмана  ключ K генерируется автоматически участниками работы протокола во время его исполнения.

#### Преимущества
При использовании протокола DH-EKE решается уязвимость базового протокола Диффи-Хеллмана к атаке человек посередине(MITM). Если криптоаналитик не знает общий секрет пользователей, то он не сможет подобрать ключ, потому что шифруются случайные значения.

#### Инициализация
Значения g - порождающий элемент группы и n  - модуль, по которому производятся вычисления, выбираются для всех пользователей протокола. В соответствии с протоколом EKE у пользователей есть общий секрет P.

#### Работа протокола
1. Алиса случайно выбирает  {\displaystyle r_{A}}, посылает его Бобу. При этом нет необходимости, чтобы Алиса шифровала первое сообщение на общем секрете P.
  - {\displaystyle Alice\to \left\{A,g^{r_{A}}mod(n)\right\}\to Bob}
2. Боб случайно выбирает {\displaystyle r_{B}}, вычисляет K, генерирует случайную строку {\displaystyle R_{B}}, шифрует её на ключе K. Далее - вычисляет {\displaystyle g^{r_{B}}mod(n)}, шифрует его на общем секрете P. Передает Алисе.
  - {\displaystyle K=g^{r_{A}*r_{B}}mod(n)}
  - {\displaystyle Bob\to \left\{E_{P}(g^{r_{B}}mod(n)),E_{K}(R_{B})\right\}\to Alice}
3. Алиса получает {\displaystyle g^{r_{B}}mod(n)}, расшифровывая первую часть сообщения с использованием общего секрета P. Далее - вычисляет K, расшифровывает полученным ключом вторую часть сообщения Боба. Генерирует случайную строку {\displaystyle R_{A}}, шифрует полученные строки на ключе K и посылает Бобу.
  - {\displaystyle Alice\to \left\{E_{K}(R_{A},R_{B})\right\}\to Bob}
4. Боб получает {\displaystyle R_{A}} и {\displaystyle R_{B}}, расшифровывая сообщение. Значение {\displaystyle R_{B}},полученное от Алисы, сравнивается с тем, что было выбрано в пункте (3). Если значения совпадают, то Боб шифрует {\displaystyle R_{A}} на ключе K и посылает Алисе.
  - {\displaystyle Bob\to \left\{E_{K}(R_{A})\right\}\to Alice}
5. Алиса получает {\displaystyle R_{A}}, расшифровывая сообщение. Значение {\displaystyle R_{A}},полученное от Боба, сравнивается с тем, что было выбрано в пункте (4). Если значения совпадают, то работа протокола завершена - участники могут обмениваться сообщениями используя при их шифровании ключ K.

## Усиленный протокол EKE
Стивом Белловином и Майклом Мерритом в работе было предложено усиление части протокола запрос-ответ. Данное усиление позволяет избежать компрометации данных при условии, что у криптоаналитика есть значение прошлого общего сеансового ключа k.
- На шаге 3 Алиса генерирует случайное число {\displaystyle S_{A}}. Посылает Бобу:
  - {\displaystyle Alice\to \left\{E_{k}(R_{A},S_{A})\right\}\to Bob}

- На шаге 4  Боб генерирует случайное число {\displaystyle S_{B}} и посылает Алисе:
  - {\displaystyle Bob\to \left\{E_{k}(R_{A},R_{B},S_{B})\right\}\to Alice}

При такой работе протокола Алиса и Боб могут вычислить общий сеансовый ключ -- {\displaystyle S=S_{A}\oplus S_{B}}. В дальнейшем этот ключ используется для установления защищенного соединения, ключ k используется как ключ обмена ключами.
Допустим, что Ева получила доступ к значению S, но при этом работа протокола построена так, что это не даст Еве никакой информации об общем секрете P. К тому же, так как на ключе K шифруются только случайные данные, то криптографические подходы для его восстановлению неприменимы.